# Caia Quem Caia
Caia Quem Caia (CQC) foi um programa de humor do canal português TVI, apresentado por José Pedro Vasconcelos, Joana Cruz e Pedro Fernandes. Considerado como uma forma de "humor interventivo", os três apresentadores em estúdio comentavam as notícias mais importantes da actualidade.
Miguel Rocha, Filipe Cardoso e João Pedro Santos faziam também parte da equipa dos "Repórteres de Negro", assim denominados por usarem fato e gravata pretos e óculos escuros que tentavam estar presentes em todo e qualquer tipo de evento, incomodando políticos e outras celebridades com as suas perguntas.
Apesar do estilo inovador no humor português, este programa baseava-se num formato original argentino (Caiga quien caiga), estreado em 1996, tendo posteriormente sido transmitido em inúmeros países, tais como Espanha, Itália (Le Iene), França, EUA, Israel, Chile e Brasil (Custe o Que Custar).
Em Portugal, contou apenas com uma temporada de existência, tendo sido emitido durante treze semanas consecutivas, entre 25 de Outubro de 2008 e 17 de Janeiro de 2009.

## Rubricas
O programa contava com as seguintes rubricas:
- TOP 5
- CQ Teste
- Mr. Jones
- Repórter Inexperiente
- Proteste Já
- Reportagens da Semana